# Paphiopedilum primulinum
Espèce
Paphiopedilum primulinum est une espèce de plantes à fleurs de la famille des Orchidaceae (les orchidées) et du genre Paphiopedilum originaire de Sumatra.